# Manalūrpettai
Manalūrpettai är en ort i Indien.   Den ligger i distriktet Villupuram och delstaten Tamil Nadu, i den södra delen av landet, 1 900 km söder om huvudstaden New Delhi. Manalūrpettai ligger 124 meter över havet och antalet invånare är 7 626.
Terrängen runt Manalūrpettai är platt. Runt Manalūrpettai är det tätbefolkat, med 511 invånare per kvadratkilometer. Närmaste större samhälle är Tirukkoyilur, 12,9 km öster om Manalūrpettai. Trakten runt Manalūrpettai består till största delen av jordbruksmark.